# Montsegur (Gironda)
Montsegur (en francès Monségur) és un municipi francès situat al departament de la Gironda i a la regió de la Nova Aquitània.

## Demografia
| 1856                                       | 1962  | 1968  | 1975  | 1982  | 1990  | 1999  | 2007  | 2021  |
| ------------------------------------------ | ----- | ----- | ----- | ----- | ----- | ----- | ----- | ----- |
| 1.732                                      | 1.598 | 1.630 | 1.618 | 1.612 | 1.537 | 1.429 | 1.522 | 1.591 |
| Des de 1962: població sense dobles comptes |       |       |       |       |       |       |       |       |

## Història

Montsegur dins la petita Gavatxeria, enclavament de llengua d'oïl a Occitània

Montsegur és una bastida fundada el 1265 per la reina d'Anglaterra, Elionor de Provença. La tradició local afirma que la vila i els seus voltants foren repoblats després de la pesta de 1356, provocada per la Guerra dels Cent Anys, amb colons de Saintonge, Poitou, Angulema. Els documents del segle xv indiquen una immigració progressiva i contínua. Això provocarà la creació d'un illot lingüístic de llengua d'oïl a la Gascunya, que aplegava també el municipi veí de Duras (Olt i Garona) conegut com a Petita Gavacheria o Gavacheria de Montsegur, on es parla el gabay, també anomenat marot, que és una varietat del saintongès. Gavache era el nom que donaven els gascons a tots els nouvinguts que no parlaven gascó.

## Administració
| Període   | Identitat           | Partit          |
| --------- | ------------------- | --------------- |
| 1978-2008 | Bernard Dussaut     | PS              |
| 2008-2014 | Jean-Louis Favereau | PS              |
| 2014-2018 | Pascal Lavergne     | PS després LREM |
| 2018-     | Patrick Debruyne    | Renaixement     |